# Yugoslavia Open
Lo Yugoslavia Open è stato un torneo professionistico di tennis giocato su campi in terra rossa. Faceva parte dell'ATP Challenger Series. Si è giocata una sola edizione, a Belgrado in Yugoslavia.

## Albo d'oro

### Singolare
| Anno | Campione   | Finalista    | Punteggio |
| ---- | ---------- | ------------ | --------- |
| 1998 | Jiří Vaněk | Diego Moyano | 6–3, 6–3  |

### Doppio
| Anno | Campioni                      | Finalisti                   | Punteggio |
| ---- | ----------------------------- | --------------------------- | --------- |
| 1998 | Raemon Sluiter Nenad Zimonjić | Ali Hamadeh Johan Landsberg | 6–4, 6–4  |